# 帰属バイアス
心理学における帰属バイアス（Attribution bias, Attributional bias）とは、認知バイアスの一つであり、人々が体系的なエラーの原因について、それが自他の行動によると考えたり、理由を求めたりすることである。人は常に帰属理論で思考するが、その理論は常に正確と限らない。人は客観的な観察者としては存在しないため、社会的世界の偏った解釈によって、バイアスのある解釈を行いがちである。
例えば、Aの車がBの車に割り込み、Bが苛立つ場面において、Bは「Aは仕事などの予定に遅れそうで注意散漫であった」などAの状況よりも、「Aは無礼で乱暴で無能なので割り込んだ」などAのパーソナリティーに原因があると解釈しがちである。

## 主な帰属バイアス

### 根本的な帰属の誤り
根本的な帰属の誤りとは、他人の行動を解釈しようとする際の偏見を指す。このエラーは他人の行動について帰属を評価する際に、状況要因による影響評価を最小化し、一方で気質要因の影響評価を必要以上に最大化するものである。たとえば、ある人が会議に行く途中で同僚が誰かにぶつかるのを見た場合、この行動について「同僚は会議に遅れている」と言うよりも、「あわてんぼうな同僚が注意力散漫になって人にぶつかった」と解釈する可能性が高くなる。

### 行為者-観察者バイアス
行為者-観察者バイアス（Actor-Observer bias）は根本的な帰属の誤りの延長として考えられている。これによると人々は、他者の行動については気質要因を過大評価することに加えて、自分の行動の気質要因を過小評価し、状況要因を過大評価する傾向がある。たとえば勉強する学生は、状況要因（「試験が近づいている」など）を中心に行動を解釈し、自分以外の学生たちについては気質要因（「野心的で勤勉」など）を中心に解釈している。
このバイアスは1971年に Edward E. Jones と Richard E. Nisbett らにより提案され、「行為者は行動の原因を状況に内在する刺激に帰する傾向があり、観察者は行動を行為者の安定した気質に帰する傾向がある」と述べている

### 自己奉仕バイアス
自己奉仕バイアス（self-serving bias）とは、成功ケースの要因は内面的要因に帰属させるが、失敗ケースでは外部的要因に帰属させる人々を指す。このバイアスは、自身の失敗については自己の不備をしばし否定するが、一方で成功については自賛する人を説明する助けになる。例えば、あるアスリートが試合に勝った時には「私は優秀だから勝てた」と言う一方、負けた時は「不公平な審判によって負けた」と言う可能性がある。
自己奉仕バイアスは、自尊心を維持する手段として考えられている。成功を称賛し、失敗は外部を非難することで、人は自分自身をより優秀だと感じるとみられる。

### 敵意帰属バイアス
敵意帰属バイアス（Hostile attribution bias）とは、ある人が他人の曖昧な行動について、それを好意的ではなく敵対的と解釈するバイアスとして定義されている。たとえば子供は、別の2人の子供が囁いているのを目撃した場合、彼は自分について否定的なことを話していると思い込むことがある。この場合、他の子供たちの行動は潜在的に好意的な帰属であったとしても、彼は敵対的な帰属としていた。研究によると敵意帰属バイアスと攻撃行動（aggression）には関連性があり、他人の行動を敵対的であると解釈する可能性が高い人は、攻撃的な行動をとる可能性も高くなっていた。敵意帰属バイアスに注意すべき理由として、仲間から拒絶された（不人気な）子どもは、敵意帰属バイアスを持ち合わせている可能性が比較的に高いという研究結果があることである。敵意帰属バイアスのある母親の子どもは攻撃的になる傾向があり、仲間に拒絶される子供の約半分は攻撃的な子供である。

## 一覧
- 偽の合意効果
- 根本的な帰属の誤り
- 投影
- 自己奉仕バイアス

## さらに読む
- Harvey, J.H.; Town, J.P.; Yarkin, K.L. (1981). “How fundamental is "the fundamental attribution error"?”. Journal of Personality and Social Psychology 40 (2):  346–349. doi:10.1037/0022-3514.40.2.346.
- Malle, B.F. (2006). “Actor-observer asymmetry in attribution: A (surprising) meta-analysis”. Psychological Bulletin 132 (6):  895–919. doi:10.1037/0033-2909.132.6.895. PMID 17073526.  オリジナルのMay 2, 2013時点におけるアーカイブ。.
- Matthews, A.; Norris, F.H. (2002). “When is believing "seeing"? Hostile attribution bias as a function of self-reported aggression”. Journal of Applied Social Psychology 32 (1):  1–32. doi:10.1111/j.1559-1816.2002.tb01418.x.
- Miller, D.T.; Ross, M. (1975). “Self-serving biases in the attribution of causality: Fact or fiction?”. Psychological Bulletin 82 (2):  213–225. doi:10.1037/h0076486.